# Манфред Калц
Манфред Калц (на немски: Manfred Kaltz) е германски футболист. Във вечната класация на играчите с най-много мачове в Първа Бундеслига той е на второ място с 581 мача, всичките за Хамбургер ШФ. Калц държи и други два рекорда в Бундеслигата за най-много отбелязани дузпи (53 от 60) и автоголове (6). Играчът е известен като „бащата“ на т.нар. бананово центриране – подаване с толкова фалц, че траекторията на топката при центрирането прилича на формата на банан и заобикаля противниковите защитници.

## Боиграфия
Роден е на 6 януари 1953 г. в Лудвигсхафен. Започва професионалната си кариера в Хамбургер. След 18 години, 568 мача и 76 гола треньорът Вили Райман и спортният директор Ерих Рибек отказват да продължат договора му. Калц преминава във Френската лига, където играе за Бордо, а след това и за Мюлуз. След като Мюлуз изпада от Първа дивизия, играчът се връща в Хамбургер, където под ръководството на Герд-Фолкер Шок изиграва още 13 мача през сезон 1990/91.
Манфред Калц е с основен принос за едни от най-големите успехи в историята на клуба. Той печели три шампионски титли (1979, 1982, 1983), КЕШ (1983), КНК (1977) и два пъти Купата на Германия (1976, 1987).
За националния отбор има 69 мача и 9 гола. Участва на три големи първенства: СП през 1978 в Аржентина, СП през 1982 в Испания (вицешампион) и Евро 1980 в Италия (шампион).
След като преустановява активната си състезателна кариера, Калц работи като помощник-треньор в различни отбори. През 2000 става съосновател (заедно с Юрген Клинсман и други футболисти, играли в националния отбор) на фондация „Младежки футбол“. От 2002 година има собствена футболна школа.